# Esquí acuático
El esquí acuático, también llamado esquí náutico, es un deporte que mezcla el surf y el esquí. Fue deporte de exhibición en los Juegos Olímpicos de Múnich 1972.
Este deporte en el que se alcanzan altas velocidades, exige buenos reflejos y equilibrio. Los participantes esquían sobre el agua agarrados a una cuerda tirada por una lancha de gran potencia realizando maniobras espectaculares sobre uno o dos esquís.

## Modalidades
El esquí náutico se divide en:

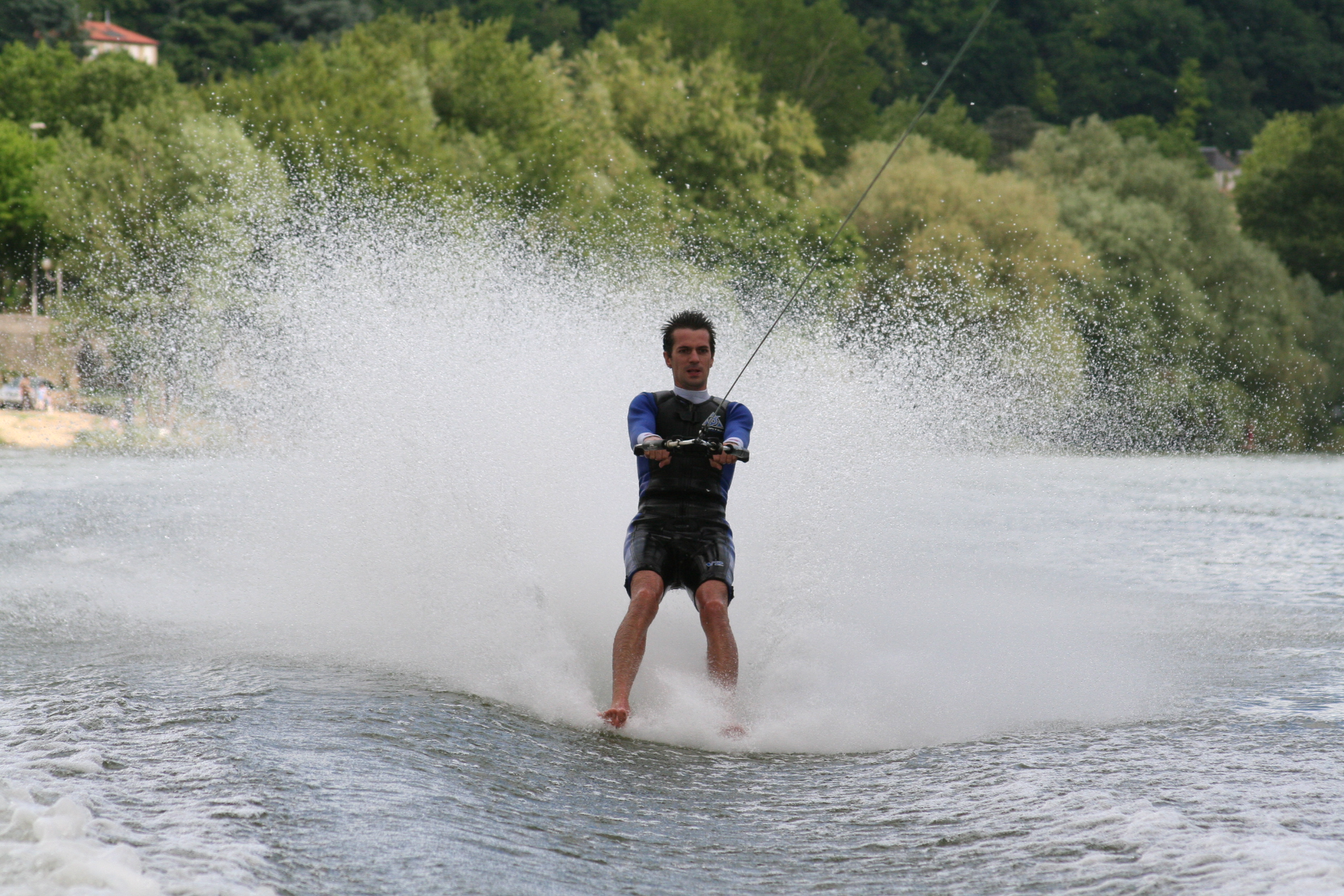
Esquí descalzo.

- Esquí clásico, dividido en 4 disciplinas:
  - Eslalon;[2]
  - Figuras;
  - Saltos;
  - Combinada;
- Esquí acuático sobre tabla (wakeboard y sus variantes:
  - Wakeskate (monopatinaje acuático);
  - WakeSurf (surf náutico) ;
- Carreras;
- Esquí descalzo.

### Esquí clásico

#### Eslalon

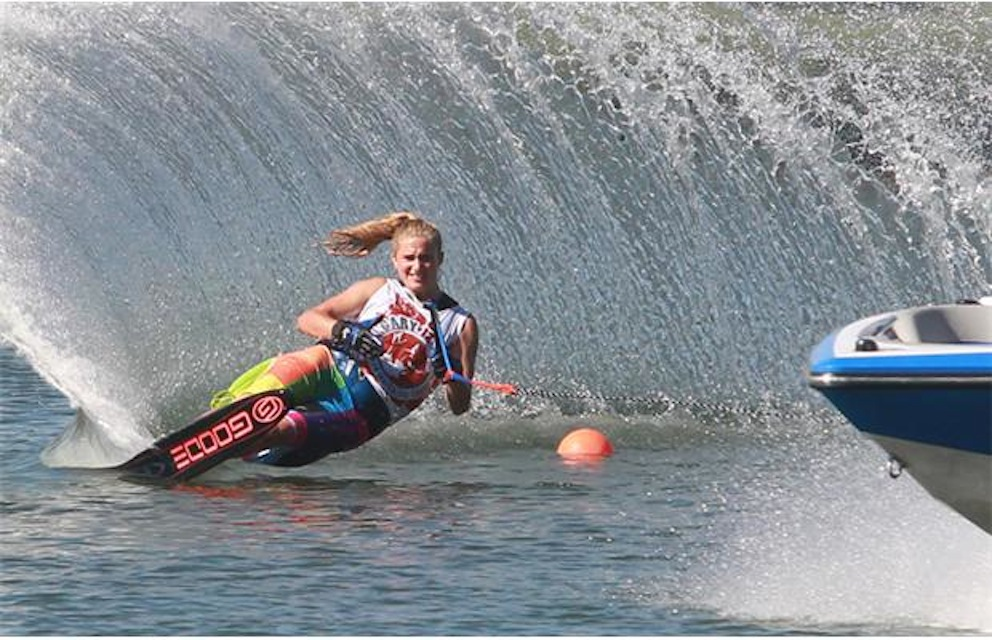
Esquí de eslalon.

Primero, el competidor es arrastrado por el barco pasa a través de las puertas de entrada de la pista de eslalon, formadas por 2 boyas, en las cuales se ha de pasar por el medio de ambas. Seguidamente debe pasar alrededor y por la parte exterior de las 6 boyas que forman el campo de eslalon y procede a pasar a través de las puertas finales (constituyendo una pasada). La esquiada finaliza cuando falle una boya o puerta.
Para añadir dificultad a la carrera, la barca va aumentando progresivamente la velocidad hasta alcanzar la velocidad máxima de la categoría a la que pertenece el esquiador. Una vez alcanzada la máxima velocidad la cuerda se va acortando. La velocidad máxima para el caso de los varones es de 58 km/h, y de las damas 55 km/h a 58 km.
La cuerda de arrastre mide 18,25 metros al inicio de la prueba y se va acortando a los siguientes largos: 16 m, 14,25 m, 13 m, 12 m, 11,25 m, 10,75 m, 10,25 m, 9,75 m. Hemos de tener en cuenta que desde el pasillo de la lancha, donde va atada la cuerda, hasta la boya hay 11.50m de distancia, lo que significa que cada vez que se acorta la cuerda la dificultad será mayor para alcanzar las boyas.
El actual récord del mundo lo tiene el esquiador estadounidense Nate Smith con 3 boyas a 9,75 m 58 km/h. Significa que para alcanzar la boya ha tenido que estirarse 1,75 sobre el agua y volverse a levantar para llegar hasta la segunda boya. En España el récord lo sostiene Iván Morros con 3 boyas a 10,25, 58 km/h.
Las tablas de esquí náutico han evolucionado mucho en los últimos diez años, incorporando diseños con geometrías que facilitan la transición en las diferentes fases del recorrido así como nuevos materiales más ligeros y que reaccionan mejor. Es importante que cada esquiador utilice la tabla de esquí más adecuada para su peso y nivel, puesto que por ejemplo el esquí debe flexionarse en el giro y recuperarse en la salida y un esquiador de alto nivel ejercerá una presión mucho mayor que la de un esquiador ocasional, por lo que requerirá un esquí mucho más rígido.

#### Figuras

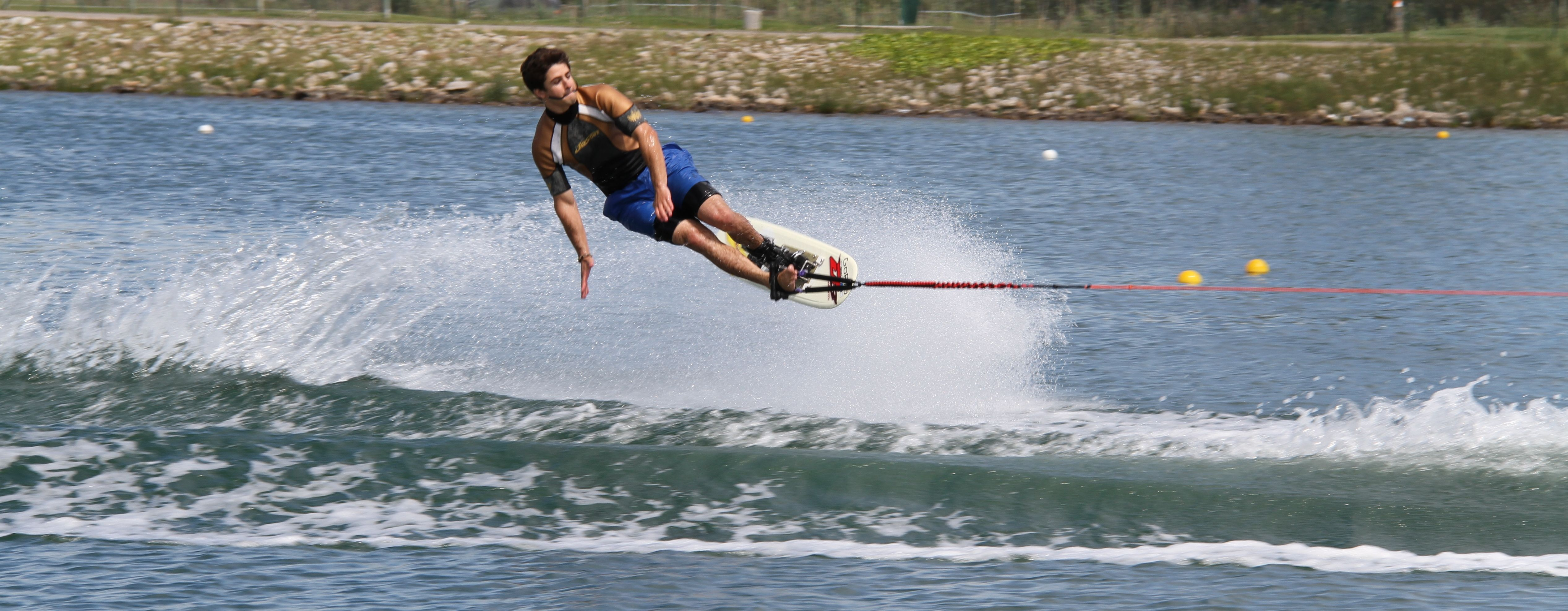
Esquí de figuras

En esta modalidad el esquiador se desliza sobre un solo esquí y realiza el mayor número de figuras acrobáticas posible durante un período de tiempo de 20 segundos de ida y 20 segundos de vuelta. Antiguamente era necesario presentar una hoja a los jueces numerando las figuras que se iban a realizar por estricto orden para facilitar el reconocimiento de las mismas por parte de los jueces. Actualmente, gracias a las nuevas tecnologías de video y reconocimiento de movimientos que se usan, ya no es necesario presentar tales hojas de figuras. Queda prohibido realizar dos veces la misma figura. En esta prueba son cinco los jueces que puntúan la calidad técnica.
La pasada está dividida en 2 tramos, uno de ida de 20 segundos y otro de vuelta de otros 20 segundos. A nivel profesional se ejecuta un tramo de mano, es decir, todas las figuras posibles que se realicen con la cuerda cogida con las manos; y el segundo tramo con pie, todas las figuras realizadas con la cuerda sujeta al pie sin sujetar nada con las manos.
El esquí empleado en esta modalidad es de base plana. Los cantos son angulados y permiten una mayor movilidad. El esquí, a diferencia del de eslalon y los de salto, no tiene quilla en su parte inferior para así poder deslizarse por la superficie en todas direcciones y sentidos. La longitud de la cuerda y la velocidad son escogidas a gusto del esquiador en función de su comodidad para realizar las figuras. 
Por lo general, la mejor distancia es de entre 12 m y 14 m y la velocidad entre 28 y 34 km/h. Actualmente el récord del mundo lo sostiene desde 2011 el ucraniano Alexi Zharnasek con 12 570 puntos. En España el récord lo sostiene Luis Noguera Vergés con 8 890 puntos.

#### Saltos

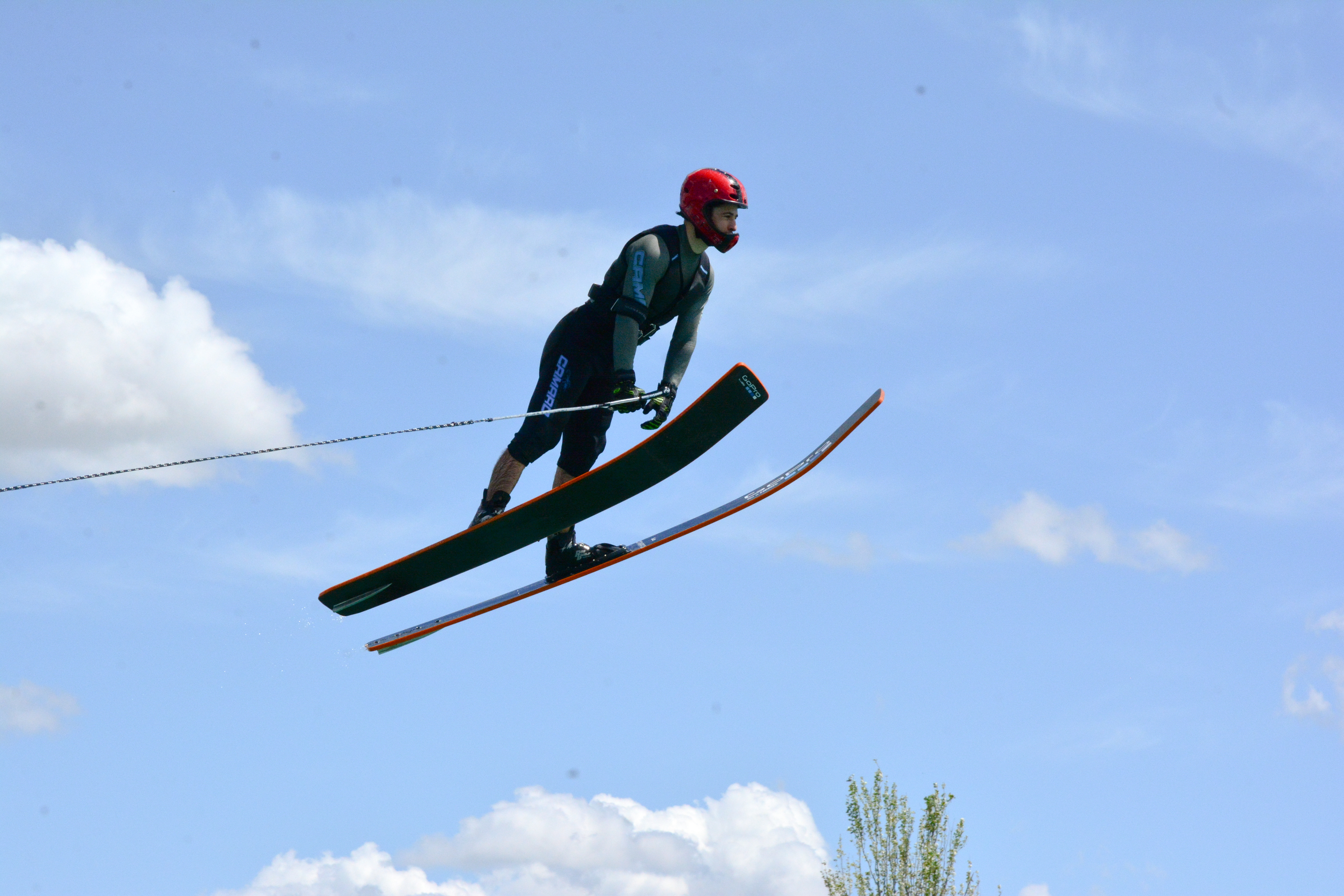
Salto de esquí.

En la disciplina de saltos la lancha es de gran potencia, unos 430 CV. Este deberá pasar por su pasillo de boyas correspondiente que transcurre por el lateral de la rampa por la cual tendrá que saltar el esquiador. A diferencia de las otras modalidades, se utilizan 2 esquís de más de 2 metros de largo y unos 25-30 cm de ancho, por cuestiones de aerodinámica y sustentación en el aire.
La rampa suele hacer unos 5 metros de longitud y tiene 3 medidas de altura máxima: 1,50 m para las edades infantiles, 1,65 m para las mujeres y 1,80 m para los hombres. La velocidad máxima de la lancha será de 57 km/h en los hombres y 54 km/h en las mujeres. La cuerda será igual para todos los saltadores, de 23 m de longitud.
El objetivo es caerse la mayor distancia de longitud posible. El saltador podrá realizar una doble apertura, o doble cortada, cruzando las estelas de la lancha 2 veces, para alcanzar una mayor velocidad generando el efecto látigo, lo que supondrá una mayor distancia saltada. Se consiguen unas velocidades por parte del esquiador de unos 120-130 km/h, esto equivale a que un mínimo fallo y mal impacto contra el agua, ésta se convierte en piedra.
El récord del mundo lo mantiene el canadiense Ryan Dodd con 77,4 metros. En España el récord lo tiene Guillermo Moreno de Carlos con 67,1 metros.
Existe una variante de los saltos llamada Skifly, en al que el barco alcanza los 70 km/h, la cuerda es de 30 m y la rampa más larga, consiguiendo que el saltador alcance los 140 km/h al impactar contra la rampa y saltar casi 100 m de longitud. Si bien esta disciplina ya no se practica y es únicamente puntual para espectáculos y eventos, el salto más largo del mundo en esta variante lo sostiene el americano Freddy Krueger, con una distancia de 95,1 metros.

#### Combinada
La disciplina de combinada (Overall en inglés) se basa en la suma de los resultados de las otras 3 disciplinas clásicas, el eslalon, las figuras y los saltos. Existen unas fórmulas para obtener los puntos de cada modalidad y así poderlos sumar. La 4 disciplina, o combinada, significa que es únicamente para esquiadores realmente experimentados que dominan todas las modalides del esquí náutico clásico, por lo tanto son los mejores en proporción al resto, saben todo de todo.
Actualmente el récord del mundo lo tiene el checo Adam Sedlmajer con 2 812 puntos de overall. Para obtenerlo, realizó en una misma competición 4 boyas a 10,25 metros en eslalon, 10 640 puntos en figuras y 65,7 metros en saltos. En España el récord lo sostiene Luis Noguera Vergés con 2 127 puntos.

#### Descalzo

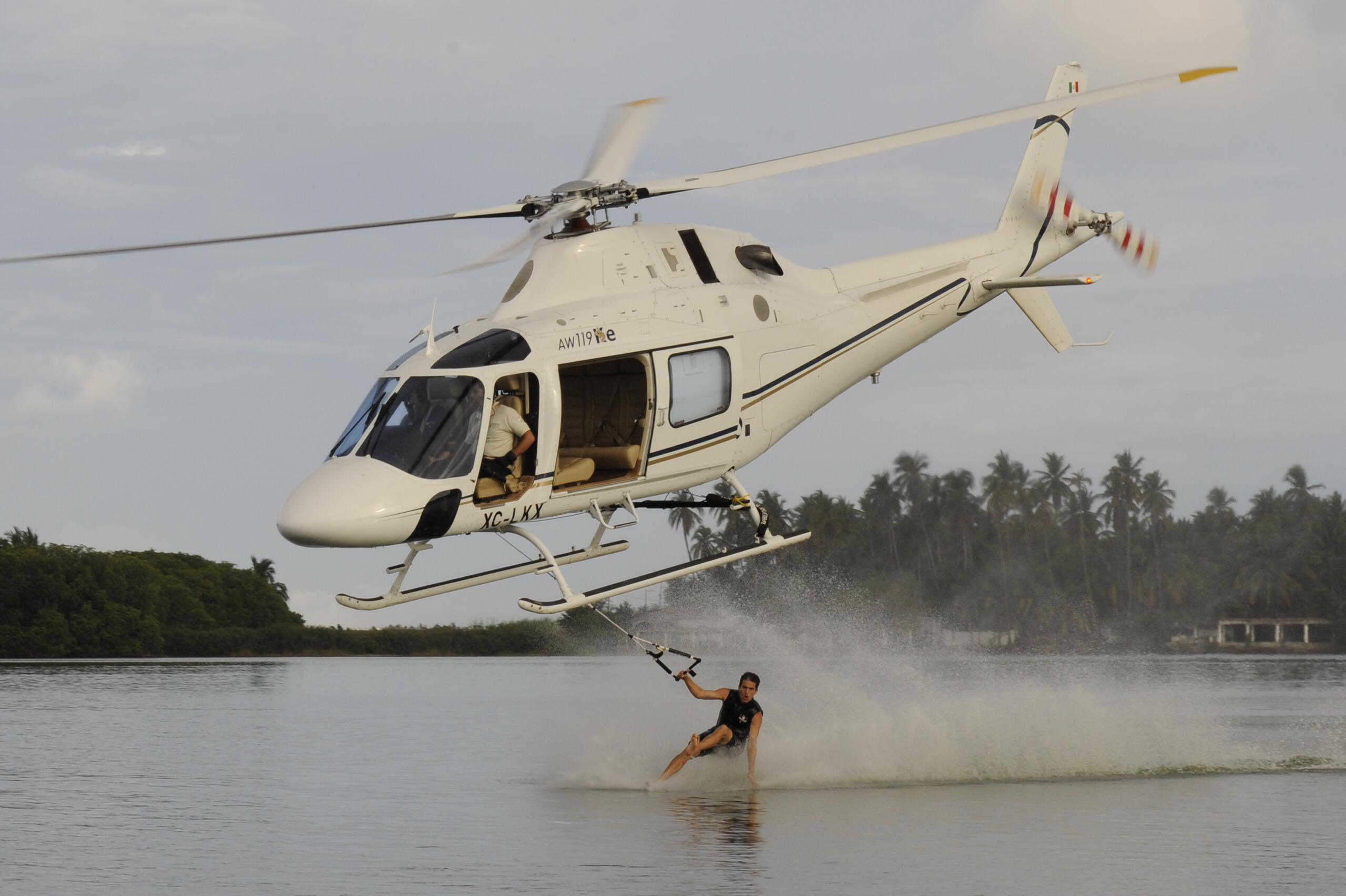
Esquí descalzo sujeto por helicóptero, México.

En esta modalidad (Barefoot en inglés) el esquiador se desliza solamente sobre sus pies descalzos sobre el agua, logrando hacer suertes o figuras deslizándose también sobre un pie, la espalda y tomado de la cuerda de diferentes formas.
Actualmente el récord de velocidad del mundo fue establecido el 7 de marzo de 2011 por el mexicano Fernando Reina Iglesias, que fue sujetado por un helicóptero a una velocidad de 246 km/h. Con este récord mundial se rompe el récord de 22 años impuesto por el estadounidense Scott Pellaton en 1989.

### Wakeboard

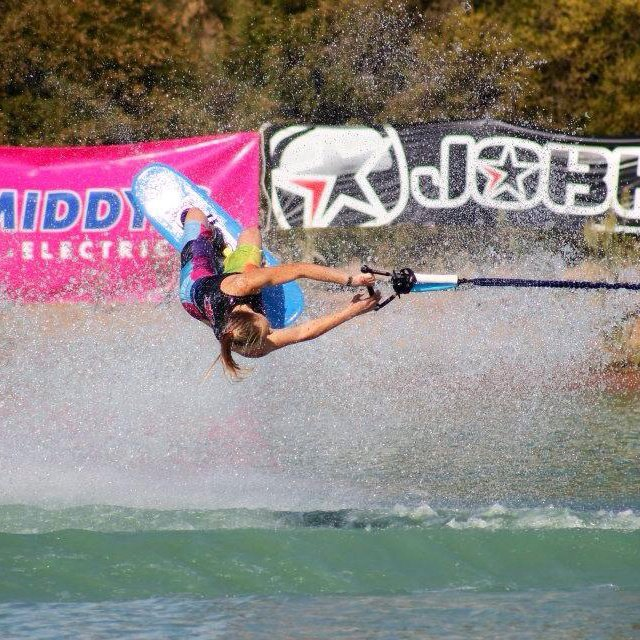
Wakeboard.

Como lo indica su nombre board, es una modalidad en la cual no se utiliza un esquí sino una tabla deslizadora. Se monta de la misma manera que una tabla de surf o un snowboard y de la misma manera que este último se utilizan fijaciones para los pies. La finalidad de esta modalidad es realizar piruetas aéreas con la ayuda de la ola que produce el bote.
En cuanto al bote se utilizan botes con un cale mayor, con lo cual se produce una ola mayor. La piola de remolque se ata a una torre que tiene el bote lo cual incrementa el tiempo en el aire de cada pirueta, así mismo la piola es más corta que la que se utiliza en esquí acuático.

### Carreras
Las carreras de esquí consisten en dar vueltas sobre un circuito normalmente triangular con tres balizas donde los corredores o esquiadores giran en el sentido contrario a las agujas del reloj. Se trata de ir a la mayor velocidad posible para hacer tiempos más rápidos que tus contrarios. Dependiendo de la categoría se corre 30, 45 o 60 minutos. Son carreras de gran espectacularidad y requieren un potencial físico importante, ya que la resistencia de los esquiadores es fundamental. Los barcos también influyen mucho en estas carreras ya que son los que aportan la velocidad para el esquiador.
Un equipo de carreras de esquí náutico requiere 3 personas: piloto, copiloto y esquiador. Las tres figuras son muy importantes ya que si no hay una buena compenetración entre ellos habría demasiados fallos. Las carreras son muy espectaculares y muy bonitas de ver. Hay muchas carreras por todo el mundo, las más famosas son diamond race (Viersel, Bélgica); catalina (Long Beach, California); bridge to bridge (Sídney, Australia) y algunas más que destacar.
En España este deporte no es muy conocido pero hay muchos equipos de esquí, sobre todo en las Islas Canarias donde existe una gran afición por este deporte, teniendo en sus filas a varios campeones de España, que han representado a España en varios campeonatos de Europa y del mundo. El último triunfo europeo de los deportistas canarios es el obtenido por Samuel Real (actual campeón de España) del equipo Xtrem & Free, con un primer puesto en la European Cup 2012 en su categoría de Eurokids A.